# 121327 Andreweaker
121327 Andreweaker este o planetă minoră (asteroid) din centura de asteroizi. A fost descoperită pe 30 septembrie 1999 la Catalina Station⁠(d) de Catalina Sky Survey. 
Obiectul prezintă o orbită caracterizată de o semiaxă mare de 3,0591052202545 UAi, o excentricitate de 0,2, o înclinație de 1,7 ° în raport cu ecliptica.